# Finley-Gletscher
Der Finley-Gletscher ist ein Gletscher im ostantarktischen Viktorialand. In der Mountaineer Range fließt er von den Nordwesthängen des Mount Monteagle in nördlicher Richtung zum oberen Abschnitt des Icebreaker-Gletschers. 
Der United States Geological Survey kartierte ihn anhand eigener Vermessungen und Luftaufnahmen der United States Navy aus den Jahren von 1960 bis 1964. Das Advisory Committee on Antarctic Names benannte ihn 1969 nach Russell H. Finley, Bootsmannsmaat bei der Flugstaffel VX-6 während der Operation Deep Freeze der Jahre 1966, 1967 und 1968.